# Castell de Llardecans
El Castell de Llardecans és un monument del municipi de Llardecans (Segrià) declarat bé cultural d'interès nacional.

## Descripció
La construcció dels dipòsits d'aigua de la població va motivar la destrucció de la major part de les restes del castell. Actualment només resta el mur oriental d'una construcció rectangular, segons es pot deduir per l'arrencada del mur septentrional que encara es conserva, que està totalment excavada en les margues que formen la capa basal geològica de l'indret. L'alçada de la part conservada és de 180 cm i correspon al costat d'una volta de mig punt, construïda sobre un sòcol recte de 80 cm d'alt, fet de maçoneria lligada amb morter. A partir d'allí devia començar la corvatura de la volta pròpiament dita, que estaria feta per carreus de 50 per 30 cm, amb un gruix de 30 cm. La cara visible té un acabat amb un repicat molt marcat que dona un aspecte rugós a tota la superfície. Només es conserven tres carreus, ja que la resta han estat espoliats, però resten les seves empremtes en l'encofrat que forma el gruix del mur, el qual s'aprima a mesura que guanya en alçada.

## Història
Les minses restes del castell de Llardecans són a la part més alta del poble, al sector nord-oest, al lloc conegut com el Castell. El lloc de Llardecans fou de repoblació tardana i no se'n comencen a tenir referències fins al segle xiii. Fou atorgat als Santcliment el 1248. Al segle xviii pertanyia a la baronia de Maials, que llavors era de la família Bassecourt, comtes de Santa Clara. Aquesta família fou el senyor de llardecans fins al segle xix.